# Murau
Murau osztrák város Stájerország tartományban, a Muraui járás központja. 2020 januárjában 3499 lakosa volt.

## Elhelyezkedése

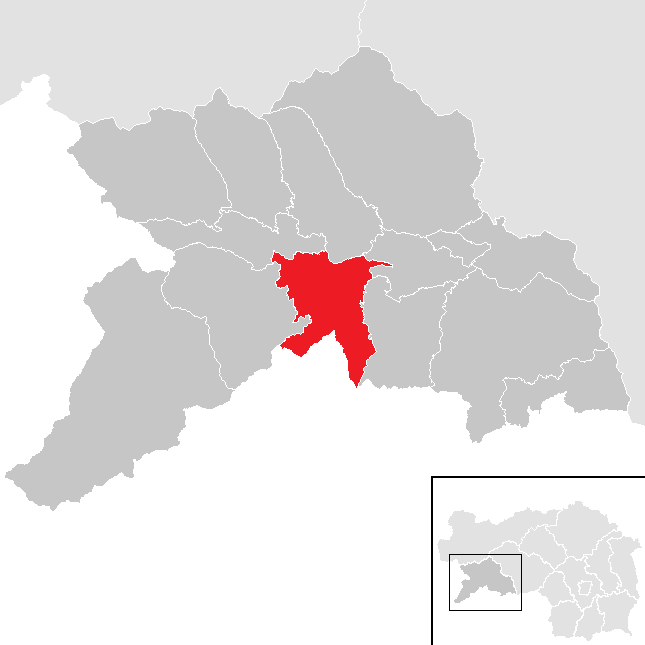
Murau a Muraui járásban

Murau Felső-Stájerországban fekszik a Mura mentén, annak bal oldali mellékfolyója, a Rantenbach torkolatánál. A városközpont 829 méterrel magasabban van a tengerszintnél, területének legmagasabb pontja 2004 m. Tőle északra az Alacsony-Tauern, délre a Gurktali-Alpok hegyvonulatai találhatóak. Az önkormányzathoz 6 település tartozik (valamennyi a saját katasztrális községében): Laßnitz-Lambrecht (19 lakos), Laßnitz-Murau (5), Murau (3408), Sankt Egidi (4), Stolzalpe (61), Triebendorf (2)
A környező önkormányzatok: nyugatra Sankt Georgen am Kreischberg, északnyugatra Ranten, északra Sankt Peter am Kammersberg, északkeletre Teufenbach-Katsch, keletre Sankt Lambrecht, délre Metnitz (Karintia).

## Története

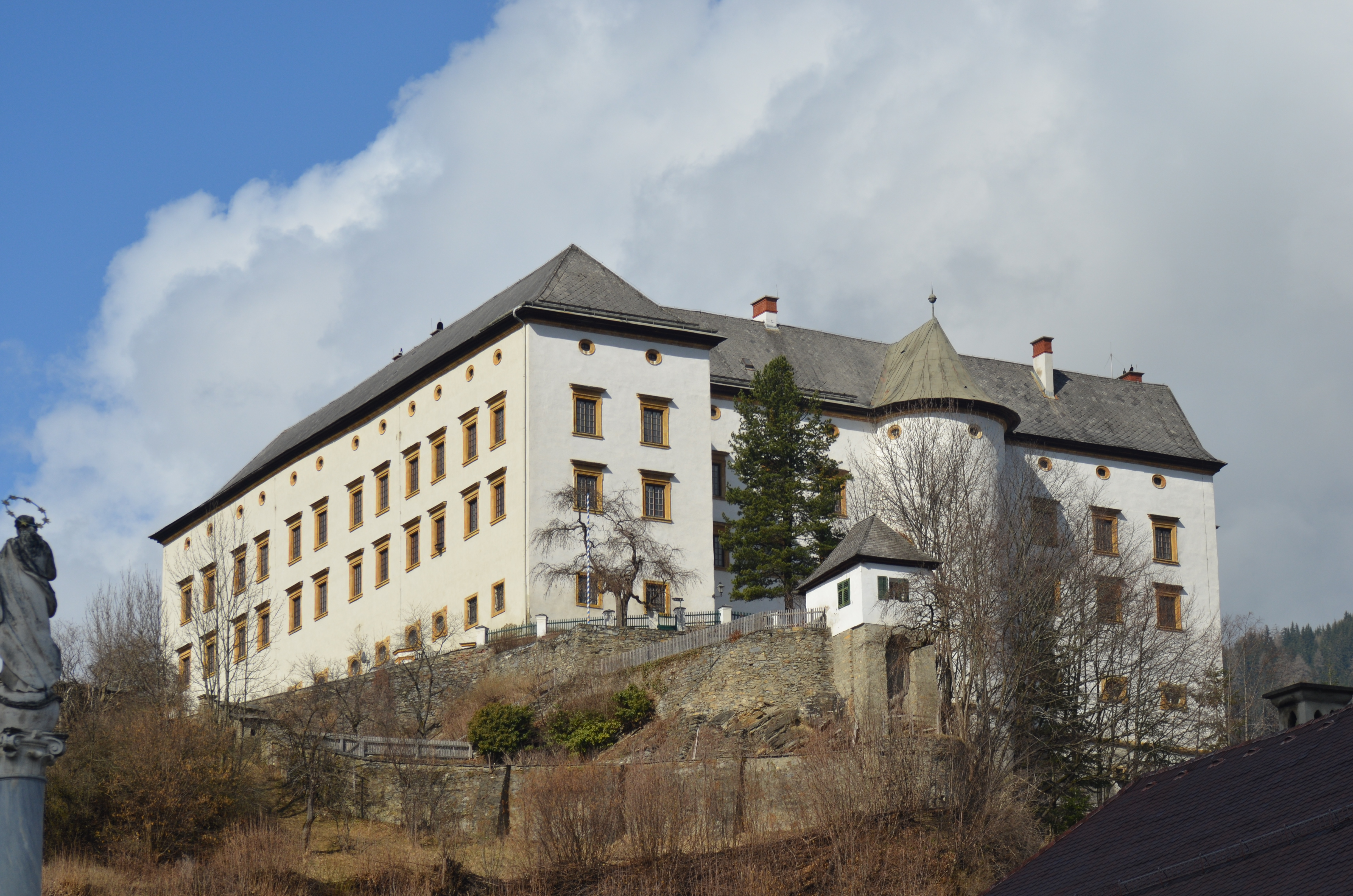
Obermurau kastélya

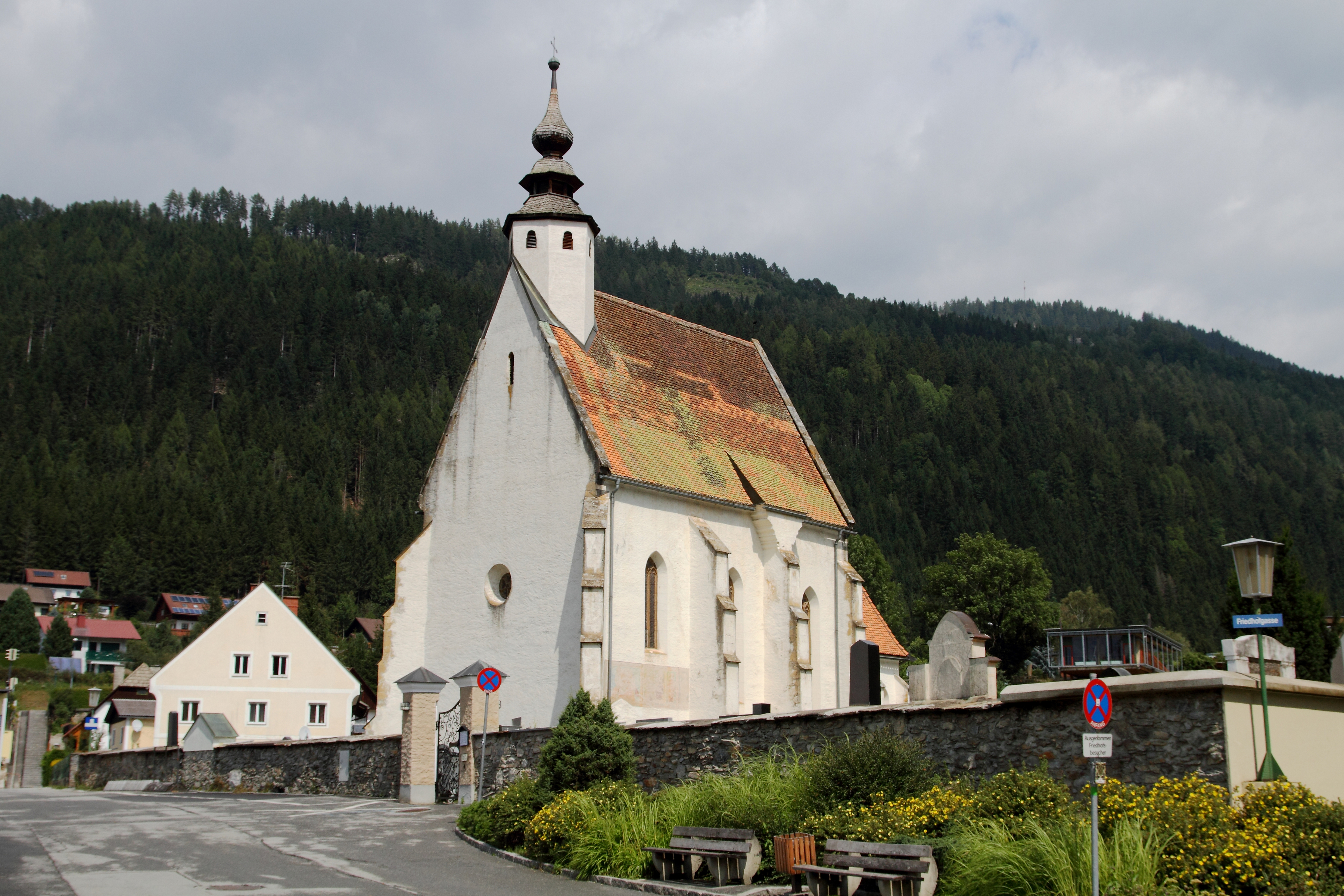
A Szt. Anna-templom

A terület már a bronzkorban és római időkben is lakott volt. A Tabula Peutingeriana alapján a 18-19. században úgy vélték, hogy itt volt Noricum kelta királyság központja, ám ezt később cáfolták. Muraut először egy 1250-ből származó oklevélben említették. Várát a neves lovagköltő, minnesänger, Ulrich von Liechtenstein építtette és az erőd a 13-15. században a család helyi uradalmának központjaként szolgált (A stájer Liechtensteinek nem azonosak az alsó-ausztriai Liechtensteinekkel, akiktől a mai független hercegség uralkodói származtak). 1260-ban II. Ottokár stájerországi hadjárata során lerombolta az erődöt, de Ottokár 1278-as halála után újjáépítették. Muraut Ulrich fia, II. Ottó emelte városi rangra 1298-ban.
1480 és 1490 között Mátyás magyar király tartotta megszállva a várost. A birtok a 16. század végéig volt a Liechtesteineké. A vár és a város a wasserleonburgi Anna Neumann idején virágzott fel igazán, miután 1617-ben Anna házassága révén a Schwarzenberg hercegek kezére került és azóta is a Schwarzenberg család leszármazottainak tulajdona. A mai, négyszögletes, tornyok nélküli kastély a 17. századból származik.
A második világháború idején a Wehrmacht Murauban fogolytábort rendezett be, ahol elsősorban brit hadifoglyokat helyeztek el. Amikor 1945 májusában a szovjet csapatok közeledtek a város felé, a kiszabadult brit katonák úgy tájékoztatták őket, hogy Murau már brit kézen van, így a város elkerülte az ideiglenes szovjet megszállást. A tartomány többi részével együtt Murau 1955-ig a brit megszállási zónához tartozott.
A 2015-ös stájerországi közigazgatási reform során az addig önálló Laßnitz bei Murau, Stolzalpe és Triebendorf községeket egyesítették Murauval.

## Gazdaság
Murau fontos nyári és téli idegenforgalmi központ, a környezetében találhatók a Frauenalpe és a Kreischberg híres sípályái, és síugró sáncai. Gazdaságában fontos szerepet játszik a faipar, a sörgyártás (ismert márkájuk a Murauer), a vízenergia-termelés és a növénytermesztés.

## Lakosság
A muraui önkormányzat területén 2017 januárjában 3633 fő élt. A lakosságszám 1951 óta (akkor 4645 fő) többé-kevésbé folyamatosan csökken. 2015-ben a helybeliek 93,5%-a volt osztrák állampolgár; a külföldiek közül 1,6% a régi (2004 előtti), 3,9% az új EU-tagállamokból érkezett. 2001-ben a lakosok 86,8%-a római katolikusnak, 2,5% evangélikusnak, 1,8% mohamedánnak, 5,8% pedig felekezet nélkülinek vallotta magát.

## Látnivalók
- Obermurau kastélya: A barokk kastély a Schwarzenberg család birtokában van. Kápolna, börtön, korabeli berendezés stb. tekinthető meg, a lovagteremben pedig klasszikus zenei koncerteket tartanak.
- Szent Máté-plébániatemplom (városi templom): 1284 és 1296 között épült, kora gótikus stílusú, alapítója II. Otto von Liechtenstein. 14. századi freskómaradványok és reneszánsz falfestmények vannak benne. Tornyában található Murau legnagyobb harangja, a Mottl.
- Szent Anna-templom: 1400 körül épült, gótikus szárnyasoltára, barokk főoltára, freskók és festett üvegablakai vannak. Mellette helyezkedik el a városi temető.
- Szent Leonhard-templom: A Mura jobb partján áll a hegyoldalban, 15 stációs kálvária út vezet fel hozzá. Alapítója Niklas von Liechtenstein, először 1439-ben volt említés róla. Nagy csarnokát hálós boltív díszíti. Kora barokk főoltára, kőcsipkés ablakai, gótikus orgonagalériája van.
- Grünfels vára: A Mura jobb oldalán áll, a Szent Leonhard-templom közelében. Az eredeti építmény valószínűleg I. Ulrich von Liechtenstein idején épült, de 1269-ben II. Ottokár von Böhmen leromboltatta. A 14. században II. Ottó von Liechtenstein építtette újra.
- Pestisoszlop: A főtéren (Schillerplatz) áll. Az 1715-ös pestisjárvány emlékére állították.
- Kapucinus templom, kolostor és városi múzeum: A templomot és kolostort 1648-ban alapították. A templomban található Anna Neumann sírja, a kolostorban alakították ki a városi múzeumot.
- Régi városháza: Az Anna Neumann utcában, a Mura partján áll. Működése idején védőtornyában fegyvereket tároltak.
- Városháza: A Raffaltplatzon áll. Az épület 1578-ig volt tanácsháza, amikor leégett. 1775-től és 1993-ig pékség működött benne, majd a város átvette és felújíttatta. 2001-ben „Ausztria legszebb városháza”-ként nyitották meg.
- Sörmúzeum: 1995-ben nyílt meg a muraui sörfőzés 500 éves jubileuma alkalmából.
- St. Egidi Szent Egyed-temploma

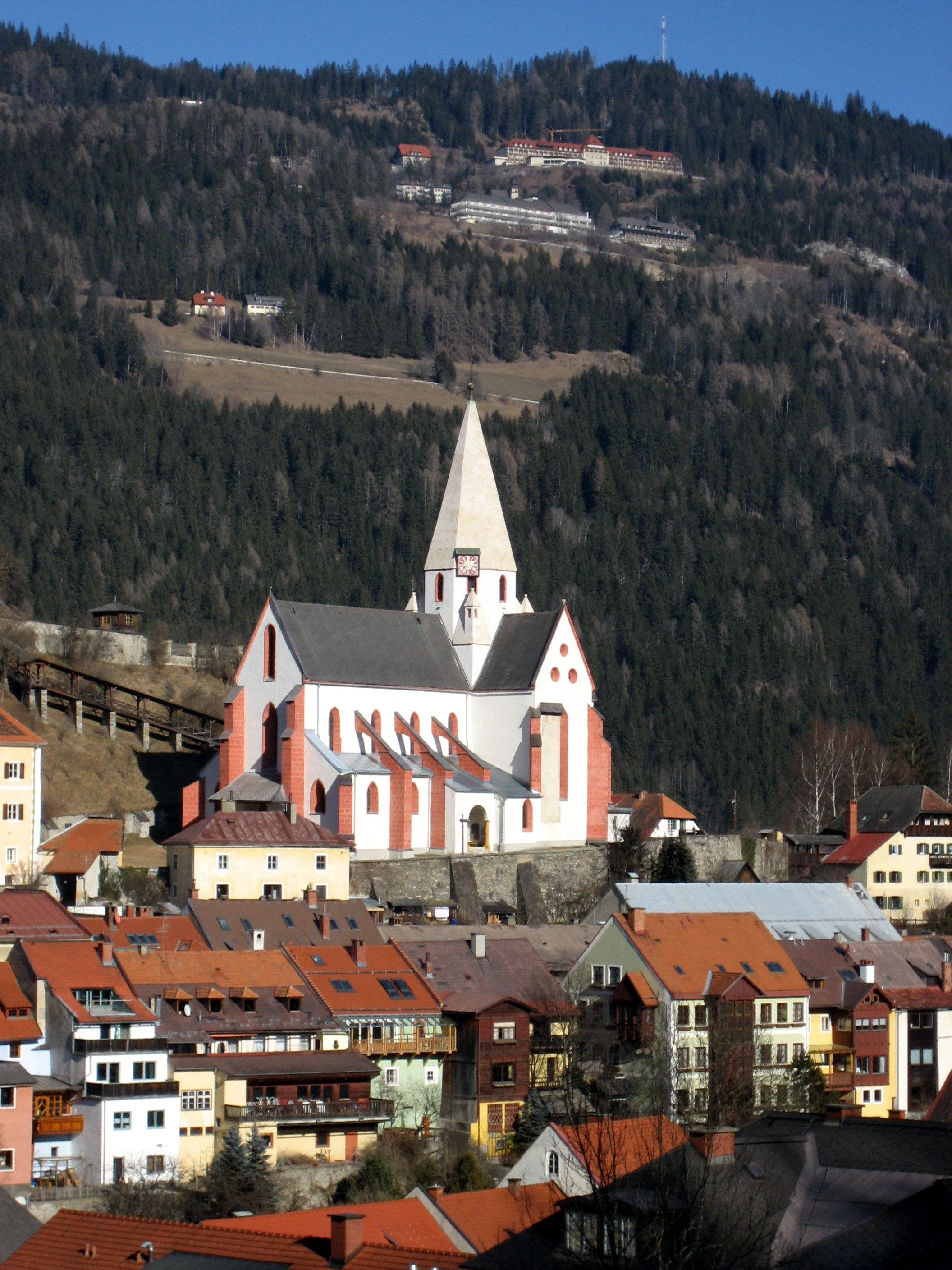
A Szt. Máté-plébániatemplom
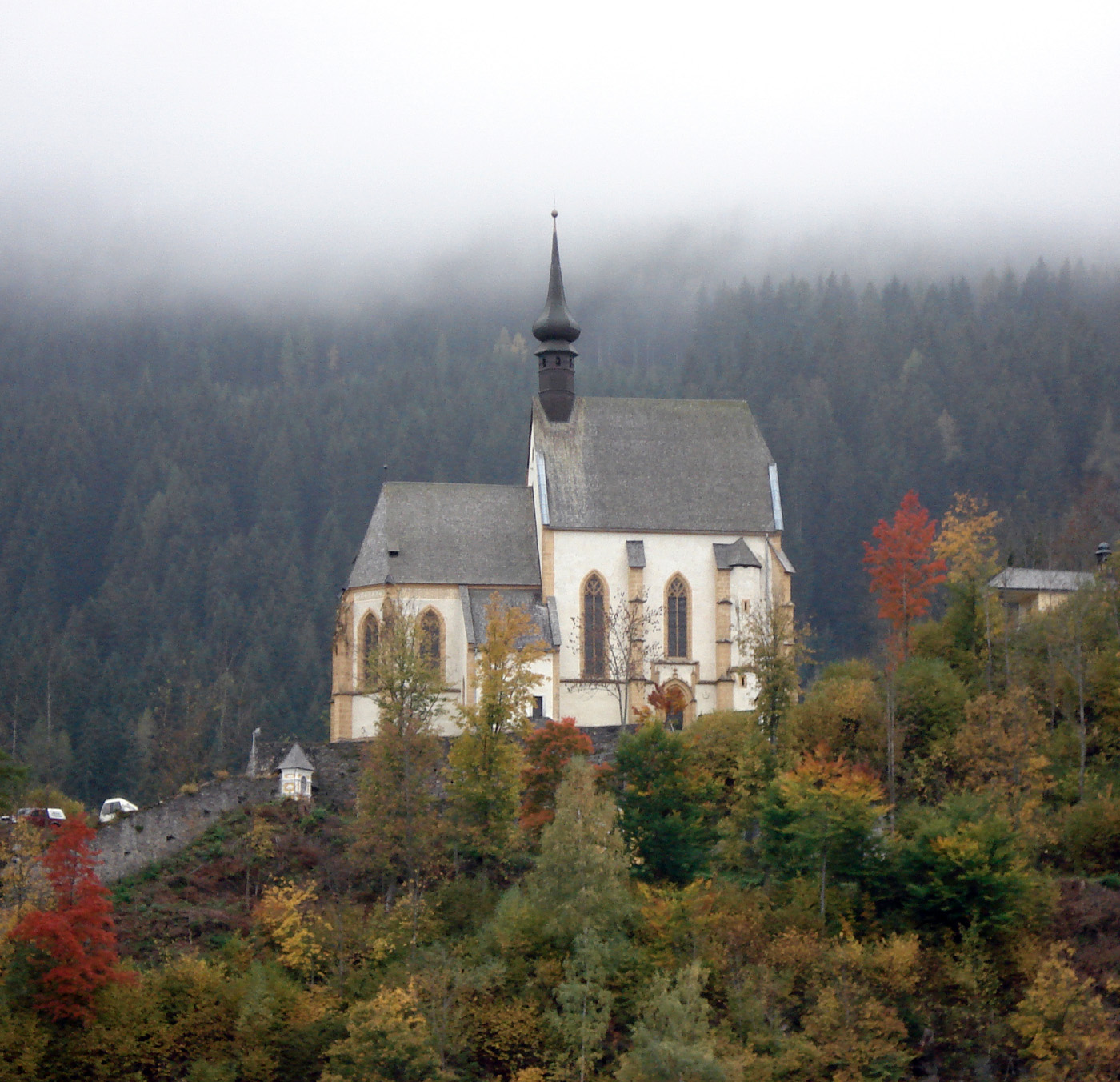
A Szent Leonhard-templom
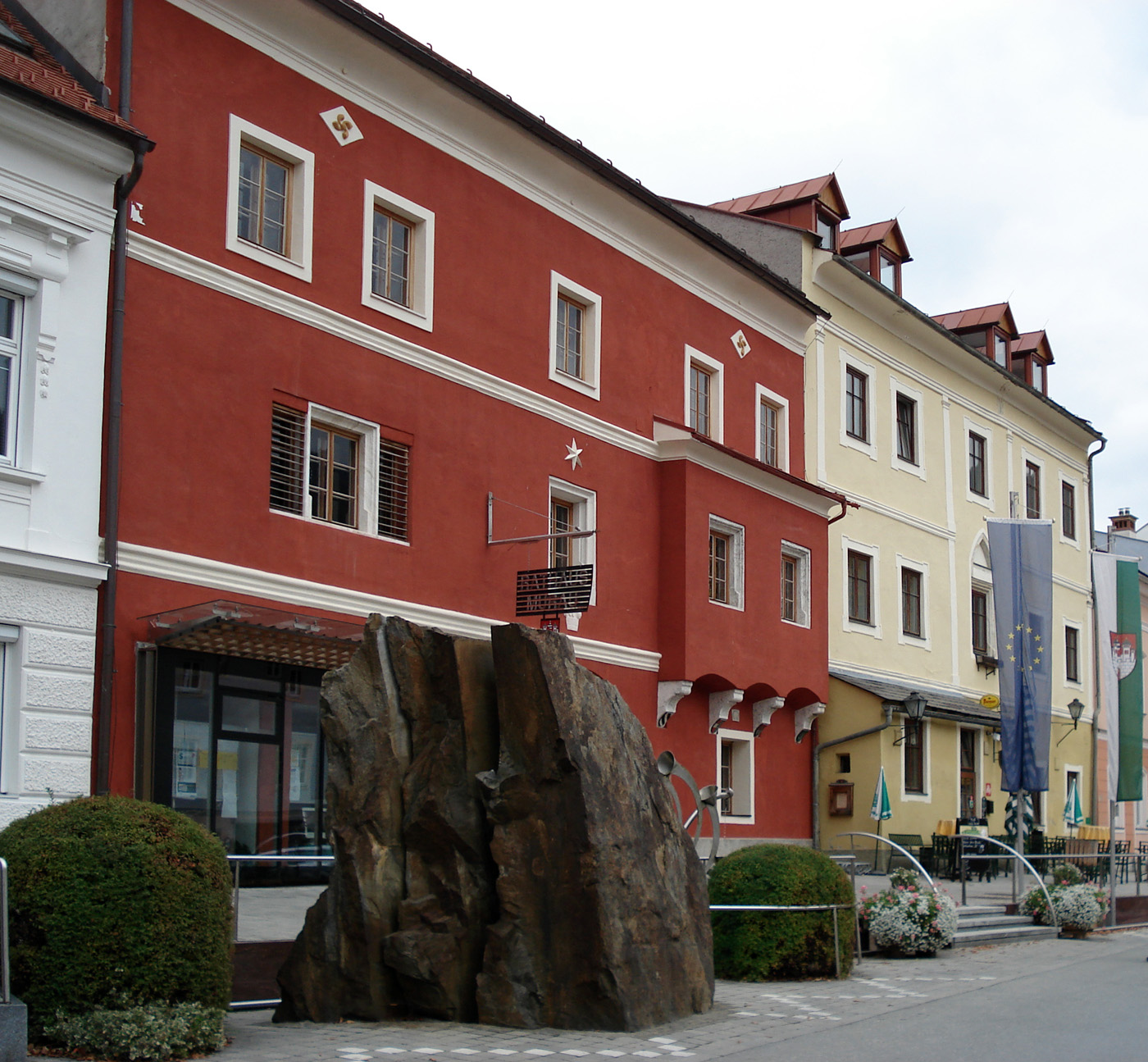
A muraui városháza
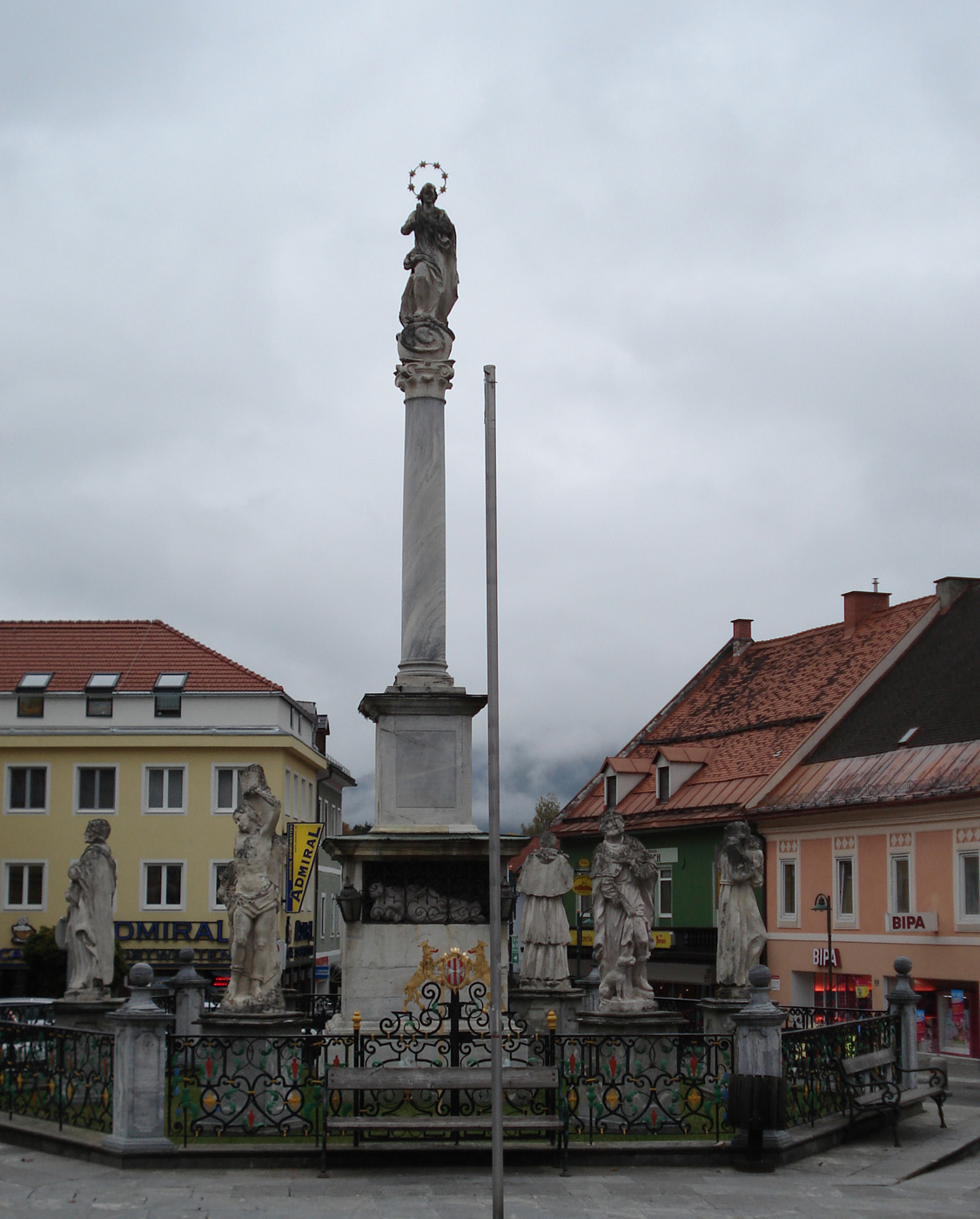
Pestisoszlop a főtéren
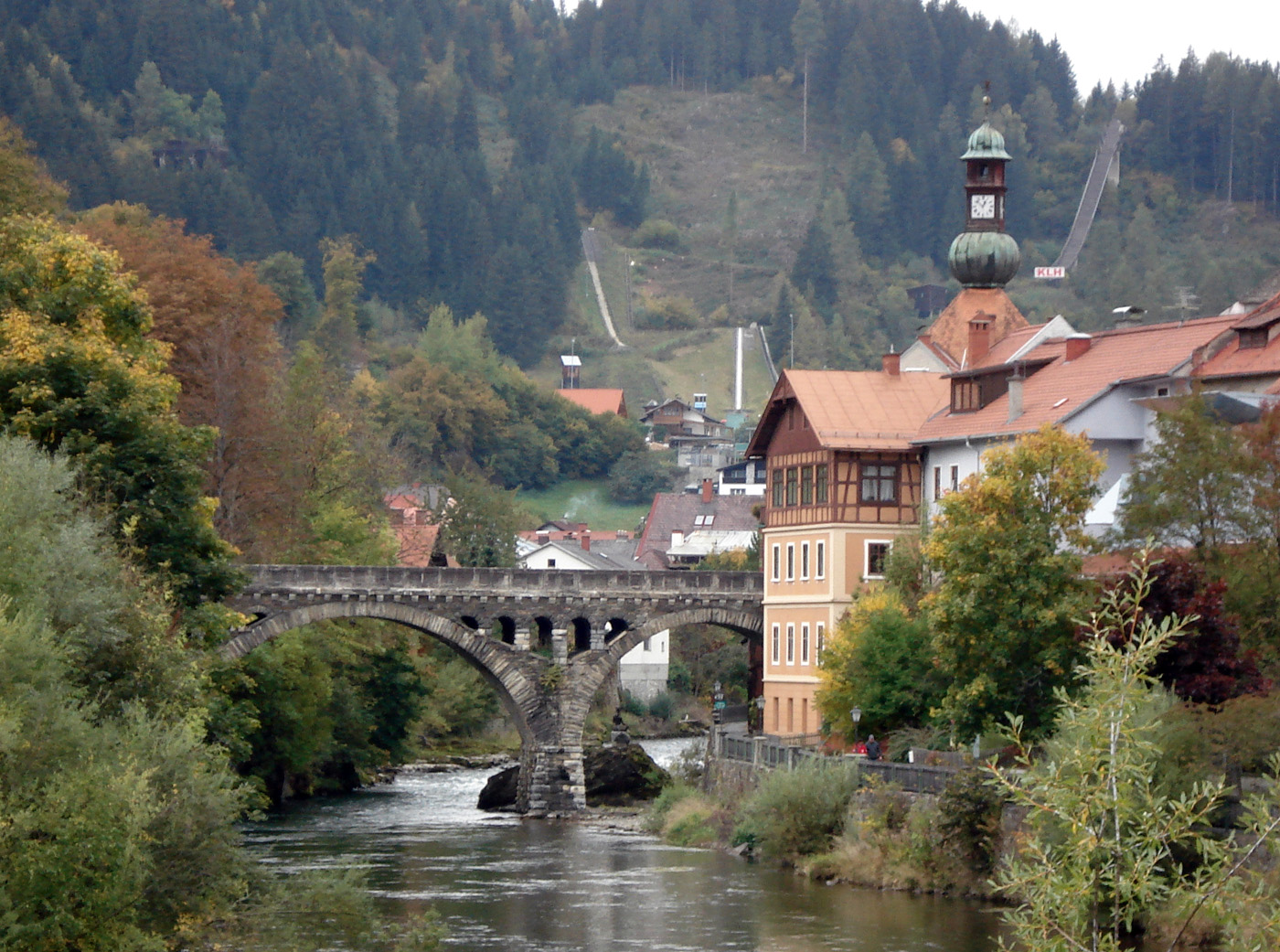
Kőhíd Murauban, jobbra a védőtorony, háttérban a síugró sáncok
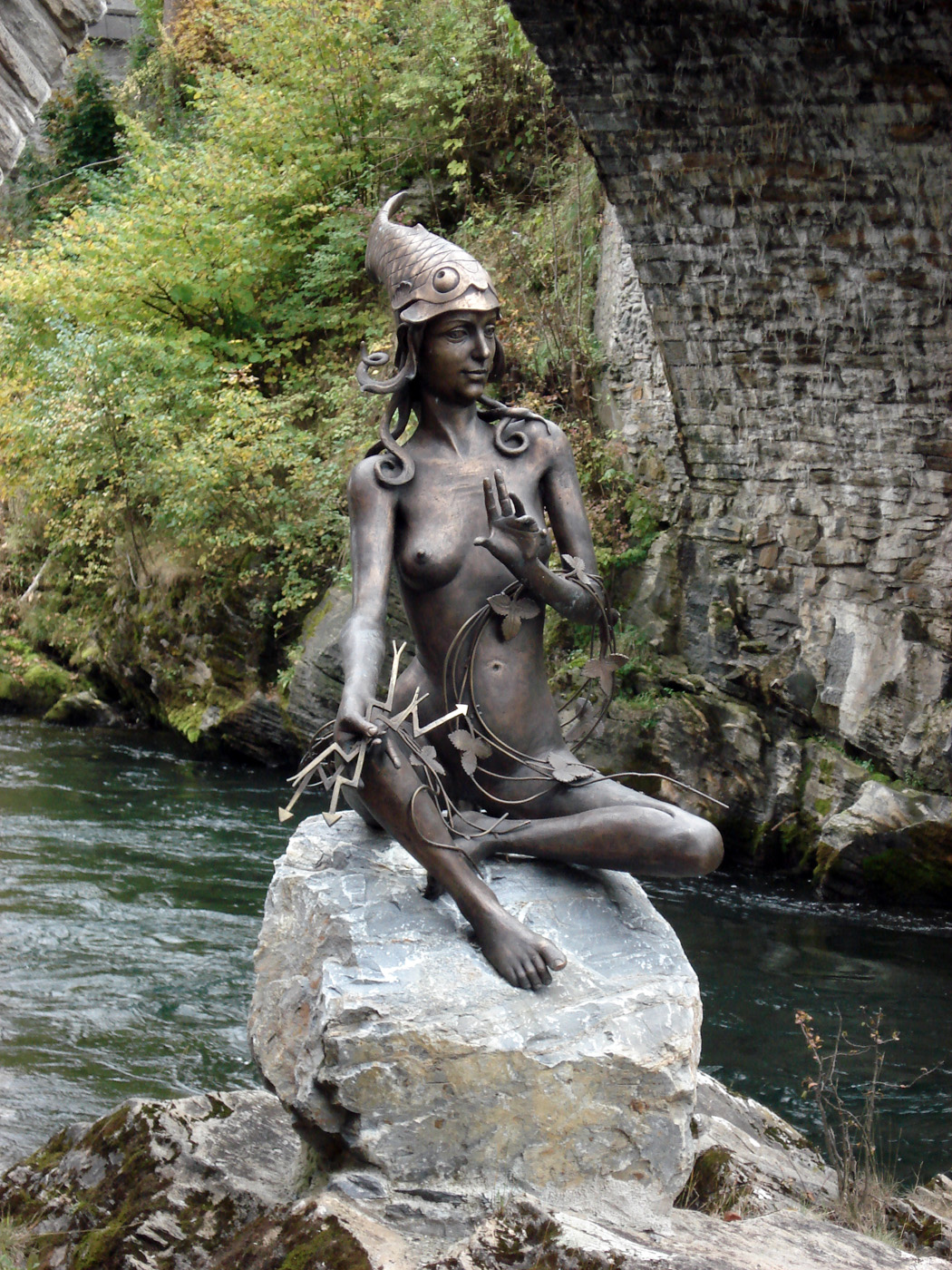
Murna szobra a Mura partján

## Híres murauiak
- Klaus Ofner (1968–) olimpiai bronzérmes síző

## Testvértelepülések
- Fagagna (Olaszország)

## Fordítás
- Ez a szócikk részben vagy egészben  a   Murau című német Wikipédia-szócikk ezen változatának fordításán alapul.  Az eredeti cikk szerkesztőit annak laptörténete sorolja fel. Ez a jelzés csupán a megfogalmazás eredetét és a szerzői jogokat jelzi, nem szolgál a cikkben szereplő információk forrásmegjelöléseként.